# Pierre Barbotin
Pierre Barbotin (Nantes, 29 settembre 1926 – Nantes, 20 febbraio 2009) è stato un ciclista su strada francese.
Professionista tra il 1948 ed il 1960, vinse un Critérium International, una tappa alla Paris-Nice ed una al Critérium du Dauphiné Libéré.

## Carriera
Passò professionista nel 1948, ed ottenne il primo successo nel 1949, il Grand Prix de l'Équipe; nel 1950 si impose al Critérium International. Nel 1951 fu secondo alla Milano-Sanremo, al Critérium International ed ai campionati francesi, sempre dietro Louison Bobet, e vinse una tappa alla Paris-Côte d’Azur ed il Circuit de l'Indre. Il successo seguente arrivò nel 1954, in una tappa del Tour de Sud-Est, mentre nel 1955 vinse l'Étoile du Léon; l'ultimo successo fu nel 1956, con una tappa al Critérium du Dauphiné Libéré. Partecipò a quattro edizioni del Tour de France, due del Giro d'Italia ed un mondiale.

## Palmarès
- 1949 (Stella-Dunlop, una vittoria)

Grand Prix de l'Équipe (con André Mahé e Marcel Dussault)
- 1950 (Stella-Dunlop, una vittoria)

Critérium International
- 1951 (Stella-Dunlop e Bottecchia-Ursus, due vittorie)

Circuit de l'Indre
3ª tappa Paris-Côte d’Azur (Saint-Étienne > Privas)
- 1954 (Royal-Codrix, una vittoria)

6ª tappa Tour de Sud-Est
- 1955 (Saint-Raphaël-R. Geminiani-Dunlop, una vittoria)

Étoile du Léon (Pontivy)
- 1956 (Saint-Raphaël-R. Geminiani-Dunlop, una vittoria)

7ª tappa, 1ª semitappa Critérium du Dauphiné Libéré (Avignone > Apt, cronometro)

### Altri successi
- 1949

Criterium di Saint-Vallier
- 1950

Premier élan parisien
Criterium di Hennebont
- 1957

Criterium di Châteaugiron
- 1960

Criterium di Nantes

## Piazzamenti

### Grandi Giri
- Giro d'Italia

1957: 30º
1958: ritirato (12ª tappa)
- Tour de France

1951: 6º
1954: ritirato (5ª tappa)
1956: 46º
1957: fuori tempo massimo (1ª tappa)

### Classiche monumento
- Milano-Sanremo

1951: 2º
1952: 37º
1953: 81º
1955: 56º
- Parigi-Roubaix

1954: 44º
- Liegi-Bastogne-Liegi

1951: 22º
- Giro di Lombardia

1949: 42º
1951: 57º

### Competizioni mondiali
- Campionati del mondo

Varese 1951 - In linea: ritirato